# Topique (revue)
Pour les articles homonymes, voir Topique.
Topique est une revue scientifique de psychanalyse, créée par Piera Aulagnier en 1969, de façon concomitante à la fondation du Quatrième Groupe.

## Une première revue en 1967-1968
Lorsqu'elle quitte l'École freudienne, Piera Aulagnier fonde, avec Jean Clavreul et Conrad Stein, une revue, qui édite seulement huit numéros, L'Inconscient, publiée par les PUF. Piera Aulagnier y amorce une réflexion quant à la transmission du savoir dans l'article « Comment ne pas être persan ? »
En 1969, en même temps que la fondation du Quatrième Groupe OPLF, Piera Aulagnier crée une nouvelle revue, Topique dont elle prend la direction.

## La revue
Le comité de rédaction comprend alors Guy Benoit, Robert Castel, François Perrier et Jean-Paul Valabrega. Le premier numéro, intitulé La formation du psychanalyste, contient l'article Sociétés de psychanalyse et psychanalyste de société prolongeant l'article précédent, Comment ne pas être persan. Ce premier numéro de Topique annonce surtout la création du Quatrième Groupe (OPLF), et présente ses modalités de fonctionnement.
Topique, dont Sophie de Mijolla-Mellor est aujourd'hui la directrice, a publié son 100e numéro en 2008, signant ainsi la pérennité d'une revue clinique qui poursuit encore aujourd'hui ses objectifs de départ : 
- contribuer à préserver la place de la psychanalyse, à en défendre la spécificité et les limites ;
- participer à la recherche centrée sur la pratique de l’analyse, ses ouvertures cliniques et métapsychologiques ; être un lieu d’ouverture vers l’intérieur de la psychanalyse et ses différents courants autant que vers l’extérieur et les autres disciplines qui contribuent à la pensée de l’humain.

Topique souhaite favoriser les échanges entre différents courants théoriques et leurs pratiques. La volonté de Topique, dès sa création, a été de garder son indépendance à l'égard des écoles psychanalytiques, comme l'indique Piera Aulagnier dans la présentation du premier numéro, en 1969 :
« Topique va maintenant devenir le nom d'une revue — c'est-à-dire aussi, d'une certaine façon, un lieu — qui sera voué à l'avancement de la psychanalyse. Cette revue ne sera la propriété d'aucune « chapelle », car nous considérons actuellement, en France, l'appartenance aux chapelles comme la maladie la plus grave qui a atteint la psychanalyse en la stérilisant ».
La revue figure sur la liste des revues de psychologie, de psychiatrie et de psychanalyse référencées par le CNU/AERES. Elle est indexée par PsycINFO, Scopus et par la base de revues du CNRS (JournalBase). Elle est diffusée par le portail Cairn.info.
La revue est thématique et paraît trois fois par an.
Sa directrice de publication actuelle est Sophie de Mijolla-Mellor.
En 2023, Topique est éditée par l'Association internationale Interactions de la psychanalyse, qui héberge désormais sa propre maison d'édition ; il est prévu que la revue soit éditée avec l'aide de Cairn.info, qui est déjà le diffuseur de Topique online.
Dans le comité de rédaction, Sophie de Mijolla-Mellor, directrice de la revue, est assistée actuellement de Joël Bernat, psychanalyste et de Christian Bazantay, juriste, licencié en Psychopathologie-Psychanalyse Université Paris VII.

### Topique online
En relation avec l'Association internationale Interactions de la psychanalyse, dont la revue publie les travaux présentés lors des colloques de cette association, Topique prend en 2018 une dimension plus internationale et publie également un numéro annuel en langue anglaise  Topique online, qui paraît en janvier de chaque année.